# 洛林公爵勒內二世

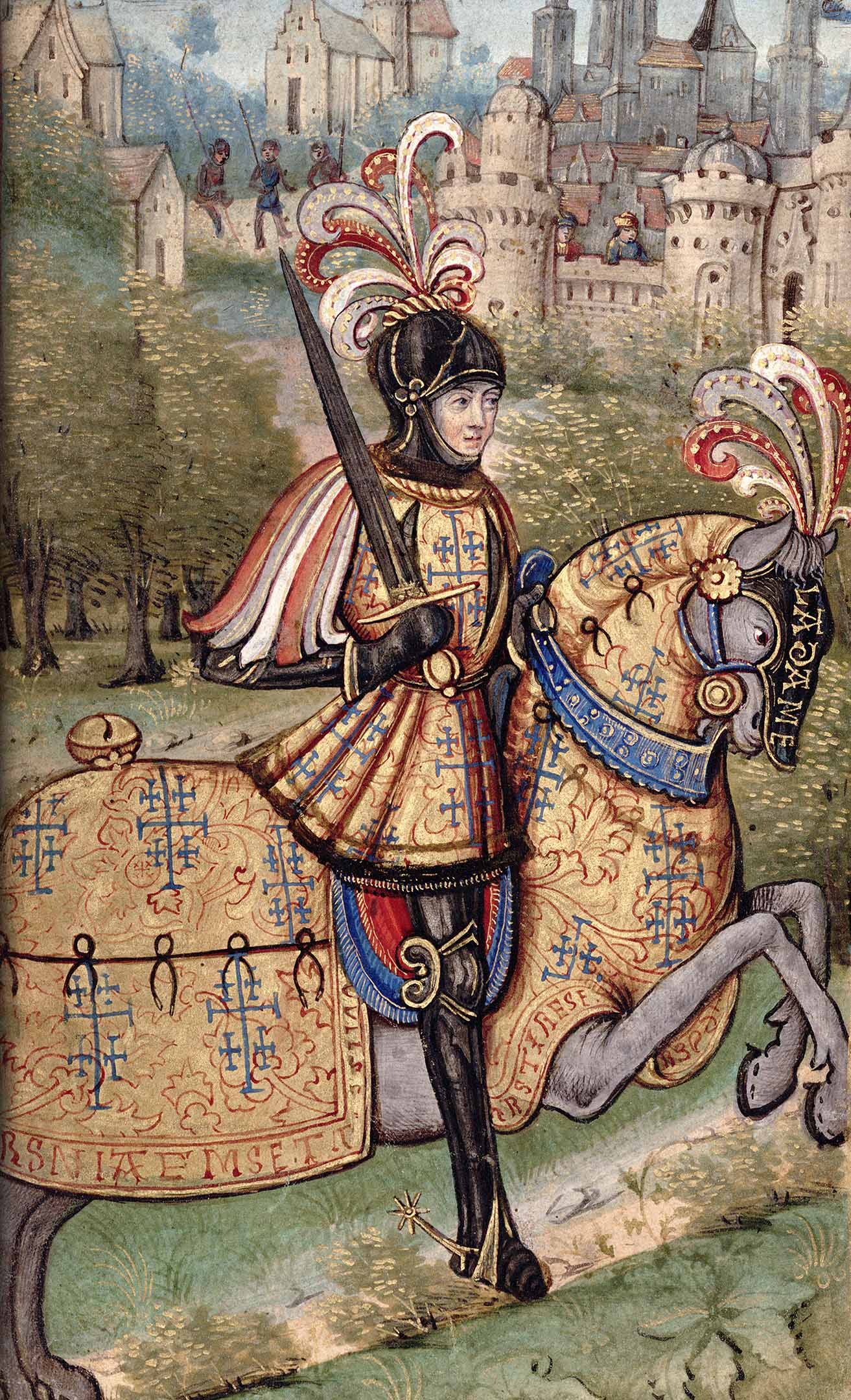
洛林的勒内二世行軍圖

勒內二世，René II（1451年5月2日—1508年12月10日），1470年繼任沃代蒙伯爵，1473年繼任洛林公爵，1483年繼承巴尔公爵。他繼承外祖父安茹的勒内的權利，自稱那不勒斯国王、耶路撒冷国王、卡拉布里亚公爵和普罗旺斯等地的领主兼继承人。他在1473年继承其叔父约翰的哈克特伯國，1495年將此交换成奥玛勒伯國。1504年他继承为吉斯伯爵，他也是第一代吉斯公爵克洛德·洛林（法國權貴）的父亲。勒內二世最有名的事蹟是在1477年聯合瑞士雇傭兵，於南錫戰役擊敗並殺死了強大的勃艮第公爵大膽查理，使得勃艮第公國裂解，分別併入法國與奧地利。

## 生平

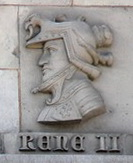
勒内二世

勒内二世来自中世纪文艺复兴时期的法国沃代蒙家族，出生于法国昂热。父亲是沃代蒙伯爵腓特烈二世，母亲是洛林的约兰德，来自安茹家族，外公是安茹公爵同样也是洛林公爵和那不勒斯国王勒内一世。勒内二世年幼时是在外公洛林公爵勒内一世的昂热和普罗旺斯的宫廷中度过的，1470年他继承了父亲腓特烈二世的沃代蒙公爵，三年后在他叔叔那里做昂热的侍衛隊長和安茹地区的地方官，同年他成为洛林公爵。成为洛林公爵后，法王路易十一和勃艮第公爵大胆的查理是当时法國內最大的两大势力，野心勃勃的查理更在洛林建立要塞并且获得了军事通行权。无奈之下，勒内二世开始与对抗勃艮第的法王路易十一秘密联盟，一起对抗勃艮第公国；但在1475年11月30日大胆的查理开始入侵洛林，勒内二世被迫从首都南锡撤离。

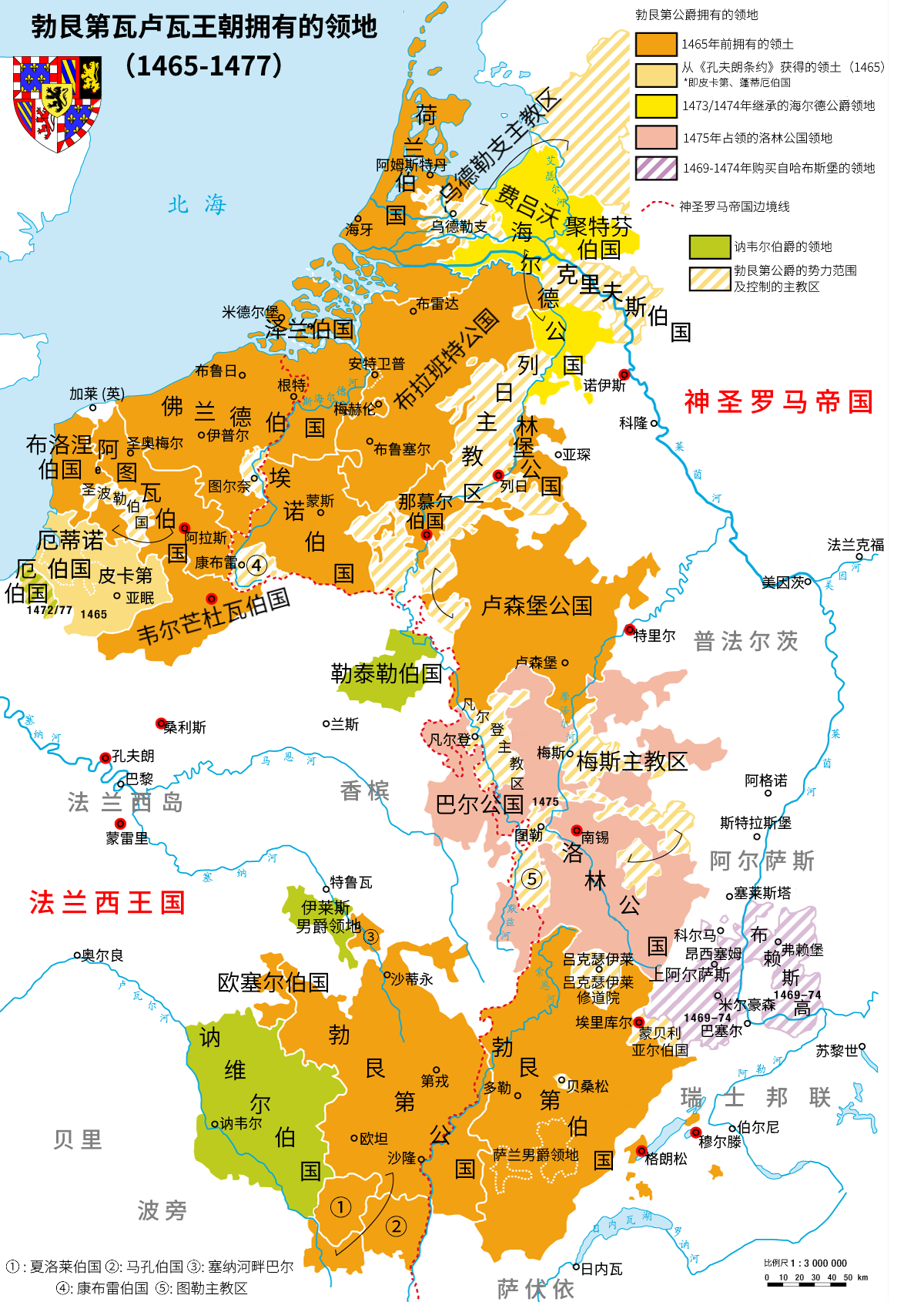
1470年代被勃艮第公国南北包夾的洛林公國（粉紅色區塊）

1476年10月5日勒内重新夺回南锡，并且去了旧瑞士邦联，雇佣了一支当时赫赫有名的瑞士佣兵部队，这支部队在勃艮第战争发挥了巨大作用，并不止一次的击退过来犯的勃艮第军队。勒内二世单方面与勃艮第开战，带领军队和瑞士雇佣兵于1477年1月5日，在南锡与勃艮第公爵大胆的查理发生会战，史称「南锡戰役」。结果以勒内二世带领的洛林和瑞士佣兵部队大获全胜，勃艮第公爵大胆的查理战死收场，此役结束两天后，大胆的查理尸体在结冰的水沟里被发现，但尸体一丝不挂，并有被鞭笞的痕迹。估计是喜好收集战利品的瑞士佣兵所为。

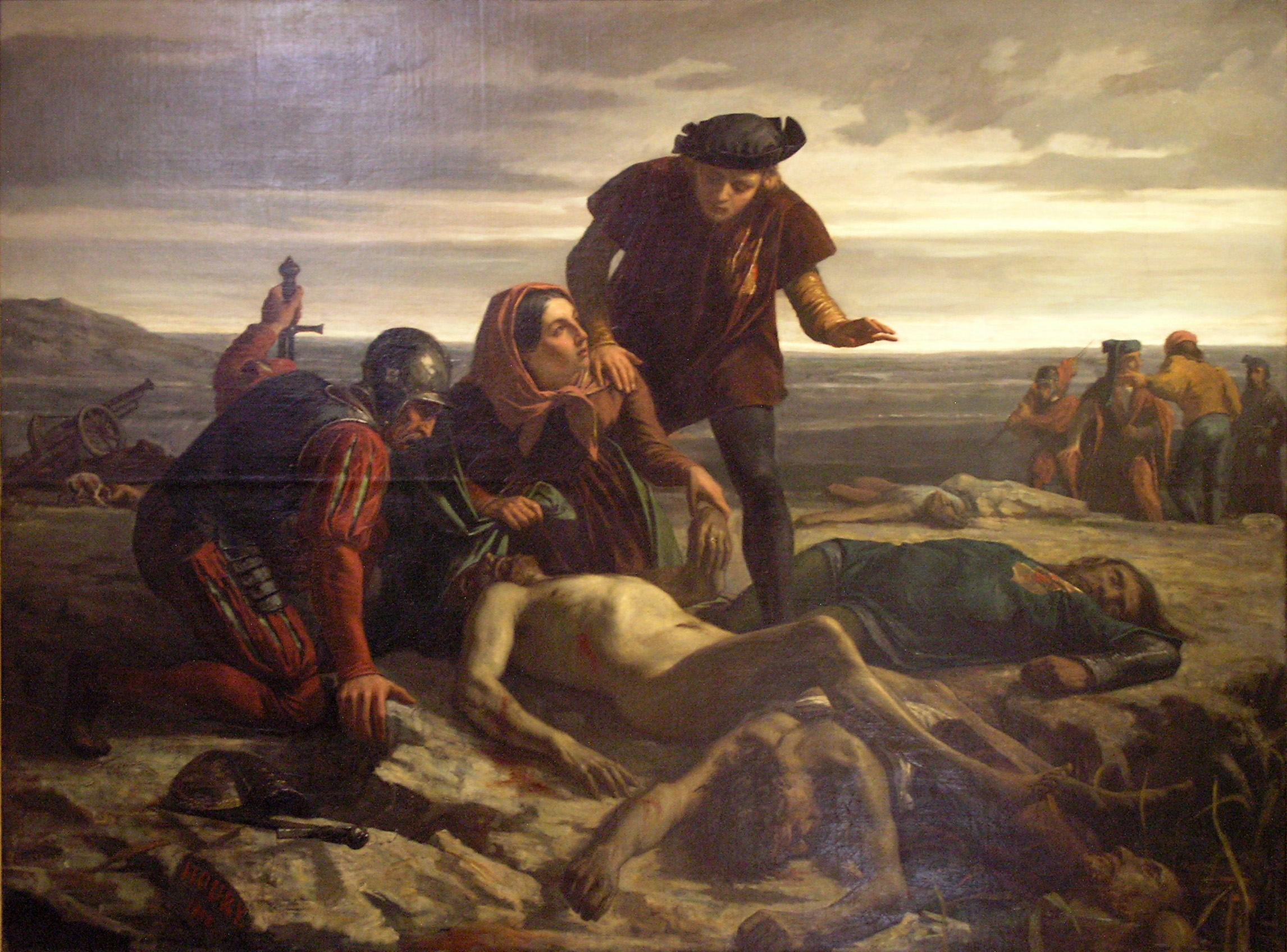
南錫戰後，發現大膽查理的遺體。作者不詳（1862年）

此戰後勒内领地洛林的危機解除。并通过南锡会战的告终也为勃艮第战争拉下帷幕。1476年他的祖母病逝，讓勒内二世继承了的哈克特伯爵和埃尔伯夫男爵两个爵位。虽然南锡会战中的胜利让勒内二世感觉到洛林公国的危機解除，但路易十一世和勒内二世的关系因为後者得到了大批遗产而出现了冷淡，法王甚至霸佔了勒內的領地，直到兩年（1478年）後才歸還。之后勒内二世南下意大利，在阿德里亚之战中击败了盟友威尼斯共和国的敵人──费拉拉公爵。
1480年勒内二世的母亲还在世的时候，他继承了外祖父的巴尔公爵，1482年他侵占了卢森堡公国内的维尔通县，并把此地併入了巴尔公國的领地。到了1484年，路易十一世的儿子查理八世继位法兰西国王，查理八世当时年幼，在他姐夫波旁公爵皮埃爾二世的摄政下正式宣布勒内二世为合法的巴尔公爵。当勒内二世的母亲洛林的约兰德在1483年去世后，勒内二世继续母亲的对外宣称那不勒斯和耶路撒冷两个王位的继承权。
1485年的时候勒内公爵参加了第一阶段的疯狂战争(1485-1488)，但早早的就退出了。终于到了1488年那不勒斯人宣布勒内二世为他们的国王，为此勒内二世还组织了一个远征军去获取王国遗产，但被查理八世所阻，原因是查理八世声称那不勒斯王位应该归他。1495年勒内二世為了解決與第二外甥「讓四世」的繼承爭端，將他们祖母的财产而做了妥協的分配：勒内二世把哈克特和附属地区割给了讓四世，自己保留埃爾伯夫和布里奧訥，並收下了奥玛勒伯國。
勒内二世晚年在菲奈斯打猎時生病倒下，1508年12月勒内二世去世，享年58歲。兒子安托萬繼承了洛林公國。

## 家庭

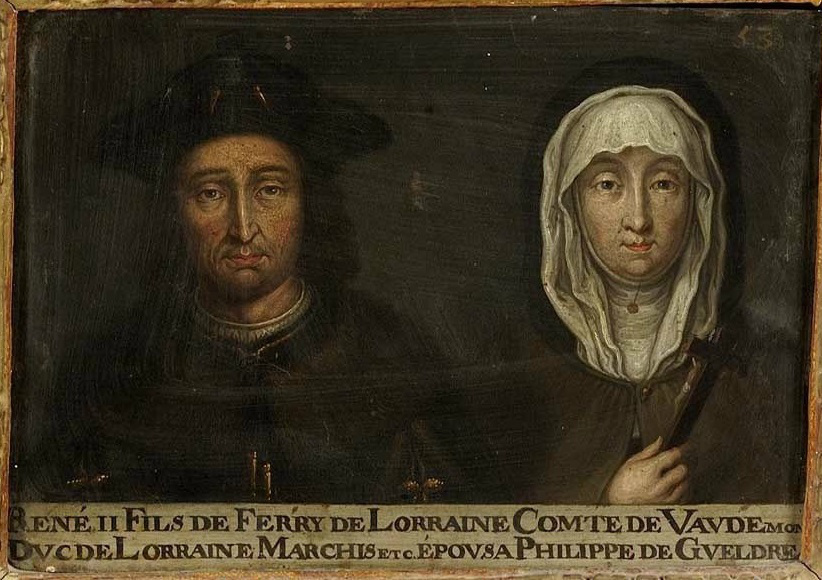
勒內二世與續絃格德斯的菲利帕

勒内二世的第一任妻子是唐卡維爾女伯爵哈克特德珍妮，两人於1471年9月9日结婚，1485年兩人的婚姻因宣布為無效，被迫離婚，珍妮在1488年去世。第二任妻子是格德斯的菲利帕，她是格德斯公爵和聚特芬伯爵阿道夫的唯一的女儿。勒内二世和菲利帕于1485年9月1日在奥尔良成婚，他们有12个儿女：
- 长子夏尔，生于1486年8月17日的南锡，夭折，死因不明
- 次子弗朗西斯，生于1487年7月5日的蓬阿穆松，但刚出生的时候就夭折了
- 三子安托万（「好人」），生于1489年的巴勒迪克，死于1544年，1508年繼承為洛林公爵
- 四子尼古拉，生于1493年4月9日的南锡，夭折，死因不明
- 五子克洛德，生于1496年10月20日的法式城堡，死于1550年4月12日，他被法王法蘭西斯一世拔擢為第一代吉斯公爵，開啟吉斯家族在法國輝煌的歷史。
- 六子约翰，生于1489年死于1560年，洛林枢机主教和梅斯主教
- 七子路易，生于1500年死于1528年，继承为沃代蒙伯爵
- 八子弗朗西斯，生于1506年死于1525年，朗贝斯克伯爵
- 长女安妮，生于1490年12月19日的巴勒迪克，死于1491年，夭折
- 次女伊莎贝拉，生于1494年11月2日的吕内维尔，1508年之前去世，夭折
- 幼子克洛德和幼女凯瑟琳是一对双胞胎，生于1502年11月24日的巴勒迪克，英年早逝，死因不明